# Suggs Peak
Der Suggs Peak ist ein 842 m hoher und vereister Berg mit kleinem Gipfel im westantarktischen Marie-Byrd-Land. In der Kohler Range ragt er 10 km südsüdwestlich des Mount Wilbanks auf.
Der United States Geological Survey kartierte ihn anhand eigener Vermessungen und Luftaufnahmen der United States Navy aus den Jahren von 1959 bis 1966. Das Advisory Committee on Antarctic Names benannte ihn 1967 nach dem Geologen James DeShae Suggs (1935–2016), der im Rahmen des United States Antarctic Research Program von 1966 bis 1967 im Marie-Byrd-Land tätig war.